# Меюс, Николя
Николя Меюс (фр. Nicolas Meeùs; род. 19 сентября 1944) — бельгийский музыковед.
Защитил диссертацию в Католическом университете Лувена (1971), после чего преподавал историю музыки в Льежской консерватории (1971—1978), Брюссельской консерватории (1978—1989) и одновременно в Капелле королевы Елизаветы (1980—1989). С 1970 г. работал в брюссельском Музее музыкальных инструментов, в 1990—1995 гг. его директор. С 1995 г. профессор Сорбонны.
Автор ряда работ по истории органа и клавира, а также по шенкеровскому анализу музыкальной формы; перевёл на французский язык книгу Шенкера «Свободное письмо».